# Mats Adamczak
Mats Adamczak, född Jansson 14 maj 1964 i Geta, är en åländsk företagare, skribent och tidigare innebandyspelare.

## Biografi
År 1989-1990 spelade han i finska landslaget i innebandy.. Under åren 1992-1997 var han ordförande i Ålands Innebandyförbund. År 1995 blev han tränare för Ålandsbanken Sport Club (ÅSC) som spelade i högsta serien i Finland.
Adamczak var huvudansvarig för världsmästerskapet i innebandy för damer på Åland 1997 .    
Adamczak var sommarpratare i Ålands Radio 7 juli 2015.